# ФК Кошевско Брдо
Фудбалски клуб Кошевско Брдо је фудбалски клуб из насеља Кошево у Сарајеву који се такмичи у оквиру Прве лиге Кантона Сарајево .

## Историја
Клуб је основан 1973. у насељу Кошево, општина Центар, Сарајево. Није имао значајних резултата за вријеме бивше Југославије. Утакмице играју на стадиону Помоћни стадион Кошево.